# Chilina iguazuensis
Chilina iguazuensis is een slakkensoort uit de familie van de Chilinidae. De wetenschappelijke naam van de soort is voor het eerst geldig gepubliceerd in 2008 door Gutiérrez Gregoric & Rumi.